# Кудревич, Раиса Владимировна
Раиса Владимировна Кудревич (1 апреля 1919, Минск — 18 мая 2000, Минск) — белорусский живописец и график. Заслуженный деятель искусств БССР (1968). Народный художник Беларуси (1999). Дочь Владимира Николаевича Кудревича.

## Биография
Родилась 1 апреля 1919 года.
Окончила Витебское художественное училище (1941). Участница художественных выставок с 1941 года. Член Союза художников БССР с 1946 года.
Работала в станковой живописи в жанрах картины, портрета, пейзажа, натюрморта. Основные произведения: полотна «Майский дождик», «Рудобельская республика», «Полесская молодка»; ряд натюрмортов; в соавторстве с А. С. Гугелем — «Кастусь Калиновский», «Вечная слава» и др. Произведения находятся в Национальном художественном музее Республики Беларусь, фондах Белорусского союза художников, Музее современного изобразительного искусства в Минске, Могилевском областном музее имени П. Масленникова и ряда региональных музеев.
Умерла 18 мая 2000 года.

## Награды
- Медаль «За трудовое отличие» (25 февраля 1955 года) — за выдающиеся заслуги в развитии белорусского искусства и литературы и в связи с декадой белорусского искусства и литературы в гор. Москве[1]
- Народный художник Беларуси (13 апреля 1999 года) — за большие заслуги в развитии изобразительного искусства, активную общественную деятельность[2]
- Заслуженный деятель искусств Белорусской ССР (1968 год)